# Citizen X (Gesellschaftsspiel)
Citizen X ist ein Gesellschaftsspiel von Rainer M. Engel mit Illustrationen von Stephan Stölting. Als Vorlage wurde das bekannte Spiel Mafia verwendet, das um verschiedene Mechaniken und Merkmale der Spieltheorie erweitert wurde. Durch die Moderation wird das Spiel erklärt und atmosphärisch untermalt. Im Unterschied zu ähnlichen Spielen dieses Genres wie Mord in Palermo oder Die Werwölfe von Düsterwald scheidet kein Spieler vor dem Spielende aus.
Anfang 2016 erschien eine Community Edition, durch die das Spiel kostenfrei mit mobiler App und frei erhältlichem Spielmaterial (Regeln und Spielkarten zum Ausdrucken) uneingeschränkt spielbar ist.

## Spielablauf
Die Handlung bezieht sich auf fiktive Vorkommnisse in einer kleinen Stadt weit östlich des Urals, die von der Außenwelt abgeschnitten ist. Die ehrbaren Bürger versuchen sich gegen die nächtlichen Übergriffe von Zombies zu schützen und herauszufinden, welche Personen zu dieser Gruppe gehören. Die Zombies vermehren im Verlauf des Spiels ihre Anzahl, wodurch diese Aufgabe für die Bürger stetig herausfordernder wird.

### Vorbereitung
Das Spiel wird in einem Stuhl- oder Sitzkreis gespielt. Je nach Mitspielerzahl werden noch weitere Gegenstände (Zettel/Stift, Becher/Münze) in der Mitte benötigt.
Die Spieler ziehen verdeckt eine Charakter- sowie eine Waffenkarte. Neben der Identität ist die Punktstärke der Waffenkarte wichtig im weiteren Spielverlauf. Nun gibt ein Spielleiter weitere Hinweise oder die interaktive Moderation übernimmt diese Funktion. Dabei kann die Moderation (→Spielversionen) wahlweise ausführliche Hinweise für Anfänger bereitstellen oder sehr kompakt für Kenner gewählt werden.

### Nachtphase
In dieser Spielphase haben alle Spieler die Augen geschlossen und nur bestimmte Mitspieler werden durch die Moderation aufgerufen. Aufgrund taktischer Möglichkeiten und Spielraum für non-verbale Kommunikation kann die Nacht je nach Anzahl der Spieler unterschiedlich lange dauern. Dabei sind die Begegnungen von Spielern oder deren Aktionen real und können von anderen akustisch wahrgenommen werden.

### Tagphase
Mit dem Ende der Nachtphase haben alle Personen ihre Augen geöffnet. Es bilden sich dann Zweiergruppen, die sich ungestört austauschen können. Neben der Regel, sich dabei gegenseitig die Waffenkarte zu zeigen, ist die Gesprächsführung sehr frei gestaltbar. Sofern beide dazu einwilligen, kann etwa die Identität des anderen geraten werden und Vermutungen müssen als solche kenntlich sein, da nur die Spielfigur des Hochstaplers gezielt Falschaussagen machen darf.
Nach diesen Unterredungen suchen sich alle Spieler einen neuen Sitzplatz.

### Ende des Spiels
Das Spiel endet mit der ersten Nacht, sofern die Zombies den Staatsanwalt überwältigen konnten. Üblicherweise aber erst wenn sich der Staatsanwalt der Gruppe zu erkennen gibt und eine Anklage aller Zombies vornimmt. Ab 12 Spielern kann er einen Adjutanten zur Hilfe bitten.
Wird der Staatsanwalt in einer späteren Nacht überwältigt, können Inspektor und Apothekerin stellvertretend eine Auflösung versuchen.
Das Spiel geht als Sieg an die ehrbaren Bürger, wenn alle Zombies zum aktuellen Zeitpunkt der Auflösung richtig benannt werden können.

## Spielfiguren
- Staatsanwalt, Hauptperson, die das Spiel auflösen wird. Kann vertreten werden und benötigt Informationen anderer Bürger
- Apothekerin, wichtige Person der Gemeinschaft, kann je Spielphase eine Personen aus dem Koma heilen
- Inspektor, Schlüsselfigur und Vermittler zwischen dem Landstreicher, anderen Bürgern und dem Staatsanwalt
- Hochstapler, zwielichtiger Spieler, der in den Dialogen durch Falschaussagen manipulieren kann
- ZOMBIES (bis zu 3×), versuchen jede Nacht durch gezielte Übergriffe die Zahl der ehrbaren Bürger zu reduzieren
- Detektiv, kann pro Nacht eine fremde Charakterkarte einsehen | Als ZOMBIE nur noch eine Waffenkarte pro Nacht
- Landstreicher, kann durch Blinzeln die ZOMBIES ausmachen, lernt den Inspektor kennen
- Psychologe, bester Freund des Staatsanwalts, der Schlafwandler und er sind sich bekannt
- Schlafwandler, zieht mit den ZOMBIES durch die Nacht und vertraut sich hoffentlich dem Psychologen an
- Lehrerin, schreibt in jeder zweiten Nacht eine Notiz und gibt diese versteckt weiter
- Räuber, Ergattert zwei fremde Waffenkarten und tauscht zu Gunsten anderer oder für sich selbst
- Pastor, ist immun gegenüber Übergriffen und kann Bürger in der Kirche Schutz bieten, was aber mit Gefahren verbunden ist
- Erfinder, verbessert stets seine Waffe und kann diese auch mit Einweisung weitergeben
- Gärtner, kann sich bei Vollmond im Garten verstecken | Als ZOMBIE ist er doppelt gefährlich

## Ausgaben

### Premium, 2007
Originalversion des Spiels mit DVD und laminierten Spielkarten. Das Spiel kann in den Modi; Einsteiger und Profi gespielt werden, wobei für Profis neben dem normalen noch ein erhöhter Schwierigkeitsgrad verfügbar ist.

### Basic, 2008
Vereinfachtes Spielmaterial mit kaschierten Spielkarten. Die Moderation kann mittels MP3-CD abgespielt werden.

### Community Edition, 2016
Die Community Edition besteht aus einer mobilen App für Android und iOS (deutsch) sowie einer kompakten Form des Regelwerkes als PDF inklusive der Spielkarten zum Ausschneiden. Beides ist kostenfrei verfügbar.